# Vladimír Nedvěd (politik)
Vladimír Nedvěd (* 2. května 1953) byl český a československý politik a bezpartijní poslanec Sněmovny lidu Federálního shromáždění za normalizace.

## Biografie
K roku 1981 se profesně uvádí jako dělník. Ve volbách roku 1981 zasedl do Sněmovny lidu (volební obvod č. 25 – Mladá Boleslav, Středočeský kraj). Ve Federálním shromáždění setrval do konce funkčního období, tedy do voleb roku 1986.